# Võ Hoài Nam
Võ Hoài Nam (sinh năm 1965 tại Hà Nội) là một nam diễn viên người Việt Nam. Ông từng nổi tiếng với vai Trọng trong bộ phim Vua bãi rác của đạo diễn Đỗ Minh Tuấn năm 2002, vai Chiến trong Cảnh sát hình sự, và vai ông Sinh trong Hương vị tình thân. Ông được Nhà nước phong tặng Danh hiệu Nghệ sĩ ưu tú vào năm 2007.

## Sự nghiệp
Bố mẹ Võ Hoài Nam ly hôn khi ông mới được 2 tuổi. 13 tuổi ông bắt đầu tự lập, Hoài Nam từng là diễn viên thuộc biên chế nhà nước khi học lớp kịch nói khoá 1991-1993 tại Nhà hát Kịch Việt Nam và làm việc tại đây 1 năm. Sau đó, ông vào Nam lập nghiệp, theo phụ các đoàn phim và có đóng một số bộ.
Năm 1991, ông đóng vai chính trong bộ phim nhựa Truyền thuyết tình yêu Thần Nước của đạo diễn Hà Sơn. Từ năm 1997 đến năm 2000, tên tuổi của Võ Hoài Nam bắt đầu được khán giả biết đến nhiều hơn khi ông vào vai cảnh sát Chiến trong loạt phim truyền hình Cảnh sát hình sự.
Năm 2002, ông đóng vai Trọng trong bộ phim điện ảnh Vua bãi rác. Vai diễn này giúp ông nhận được giải Diễn viên trẻ xuất sắc nhất trong Liên Hoan Phim châu Á - Thái Bình Dương lần thứ 47 tại Busan (Hàn Quốc). Năm 2004, ông vào vai Nam trong bộ phim Chuyện phố phường. Năm 2021, ông vào vai ông Sinh trong bộ phim truyền hình Hương vị tình thân sau hơn 16 năm để lại rất nhiều xúc động đối với khán giả.

## Đời tư
Võ Hoài Nam kết hôn với nghệ sĩ múa Lan Anh (kém ông 12 tuổi) và có bốn người con, 3 gái và 1 trai. Con trai cả của ông, Võ Hoài Vũ (sinh năm 2000), vừa đảm nhận vai Quang trong phim Đi giữa trời rực rỡ đang phát sóng trên VTV3, hiện đang đảm nhận vai Đạt trong phim Mật lệnh hoa sữa đang phát sóng trên kênh H1  .Con gái thứ hai, Võ Hoài Anh (sinh năm 2005), hiện đang đảm nhận vai Trang trong phim Hoa sữa về trong gió đang phát sóng trên VTV1.

## Phim đã tham gia
| Năm         | Tựa đề                           | Vai diễn            | Định dạng  | Ghi chú                |
| ----------- | -------------------------------- | ------------------- | ---------- | ---------------------- |
| 1991        | Truyền thuyết tình yêu Thần Nước | Sơn Tinh            | Điện ảnh   | Phim điện ảnh đầu tiên |
| 1994        | Hải Đường trắng                  | Liêu Sang           | Phim video |                        |
| 1994        | Thờ thơ ấu                       | Hoàng               | Phim video |                        |
| 1995        | Nội                              |                     |            |                        |
| 1996        | Cỏ lồng vực                      | Bình                | TV-Movie   |                        |
| 1996        | Nước mắt thời mở cửa             | Hoàng               | Điện ảnh   |                        |
| 1997        | Năm ngày làm thượng đế           |                     | TV-Movie   |                        |
| 1998        | Người nối dõi                    | Cường               |            |                        |
| 1998        | Tiếng Sáo ly hương               | Vũ                  | Điện ảnh   |                        |
| 1999 – 2001 | Cảnh sát hình sự                 | Chiến               | Dài tập    | 39 tập đầu             |
| 2001        | Vua bãi rác                      | Trọng               | Điện ảnh   |                        |
| 2002        | Điện hoa                         | Sáng                | Tv-Movie   |                        |
| 2003        | Người đàn bà mộng du             | Hòa                 | Điện ảnh   |                        |
| 2004        | Hai khoảng cuộc đời              |                     | Tv-Movie   | [ 12 ]                 |
| 2004        | Rặng trâm bầu                    | Thiếu tá Sang       | Tv-Movie   | [ 13 ]                 |
| 2004        | Chuyện phố phường                | Nam                 | Dài tập    |                        |
| 2009        | Hoa mua đầu núi                  | (không diễn xuất)   | Phim video | Đạo diễn               |
| 2010        | Rock và Rap                      | Huy                 | Phim video | kiêm Biên kịch         |
| 2010        | Bức tường ngăn có 5 màu          |                     | Phim video | kiêm Biên kịch         |
| 2011        | Song hùng kì dị                  | Ấn Phong            | Dài tập    | kiêm Đạo diễn          |
| 2018        | 11 niềm hy vọng                  | An                  | Điện ảnh   |                        |
| 2021        | Hương vị tình thân               | Ông Sinh            | Dài tập    |                        |
| 2023        | Món quà của cha                  | Ông Nhân            | Dài tập    |                        |
| 2025        | Những chặng đường bụi bặm        | Ông Nguyễn Văn Nhân | Dài tập    |                        |

## Giải thưởng
| Năm  | Giải thưởng                                        | Hạng mục                    | Phim        | Kết quả   |
| ---- | -------------------------------------------------- | --------------------------- | ----------- | --------- |
| 2003 | Liên hoan phim châu Á - Thái Bình Dương lần thứ 47 | Diễn viên trẻ xuất sắc nhất | Vua bãi rác | Đoạt giải |